# Zahraniční vztahy Česka

Občané Česka jsou zároveň občany Evropské unie

Česká republika má zavedenou strukturou zahraničních vztahů. Je členem Organizace spojených národů, Severoatlantické aliance (NATO), Organizace pro hospodářskou spolupráci a rozvoj (OECD), Světové obchodní organizace, Mezinárodního měnového fondu, Světové banky, Rady Evropy, Organizace pro bezpečnost a spolupráci v Evropě, Evropské celní unie a Evropské unie. Také je součástí Schengenského prostoru, Evropského hospodářského prostoru, členem Visegrádské skupiny a jiných mezinárodních struktur. Je pozorovatelem Organizace amerických států. Všechny státy (138 států ke dni 3. května 2016, z toho je devět států zastoupeno diplomaty v hodnosti chargé d’affaires) a mezinárodní respektive nadstátní organizace, které mají diplomatické styky s Českou republikou, mají velvyslanectví v Praze, a některé z nich mají generální konzuláty nebo konzuláty v určitých městech, zejména v Brně. Česká republika má ve státech a u mezinárodních respektive nadstátních organizací, se kterými má diplomatické styky, recipročně svá velvyslanectví (ambasády) a konzuláty.

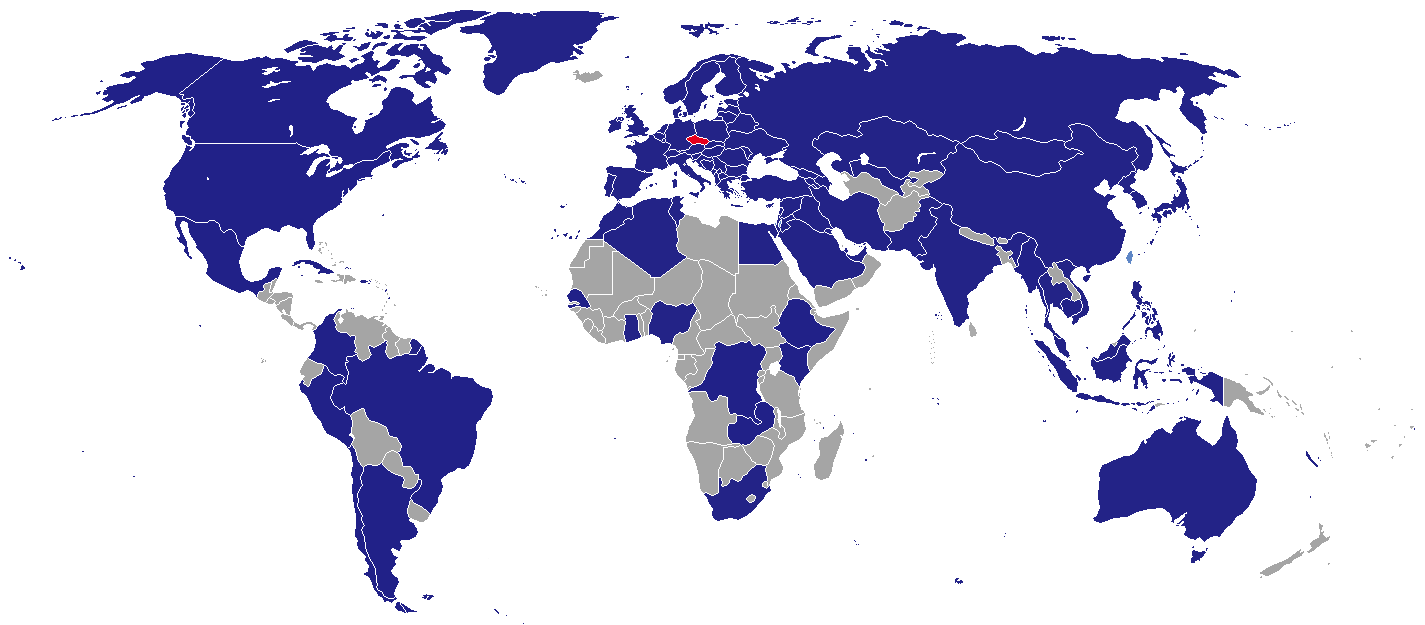
Země, ve kterých má Česká republika svá velvyslanectví

Státy, se kterými má Česká republika diplomatické styky

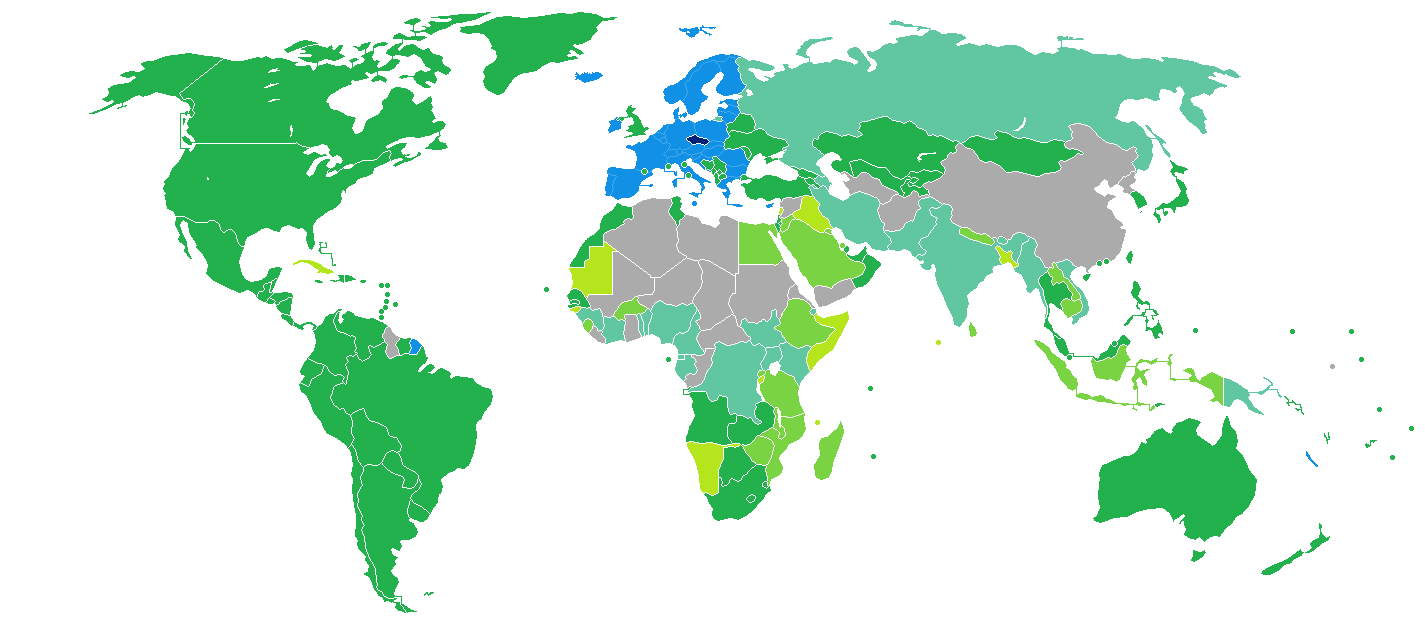
Vízové požadavky pro české občany: bezvízový vstup do 167 zemí dle tzv. Visa Restriction Index 2016
Svoboda pohybu
Vízum není požadováno
Víza udělována při příjezdu
Elektronické vízum (eVisa)
Předem schválená víza při příjezdu
Víza požadována před příjezdem

Dle tzv. Henley Passport Indexu z roku 2022 mají čeští občané možnost bezvízového vstupu do 185 zemí, čímž se zařazují mezi nejméně vízy omezené národy.
Hlavní roli v zaměřování a upřesňování zahraniční politiky mají premiér a ministr zahraničí. Pro zahraniční politiku České republiky je zásadní členství v Evropské unii. Česká republika má silné vazby se Slovenskem, Polskem a Maďarskem, mj. jako člen Visegrádské skupiny. Rozsáhlé styky má Česká republika se sousedním Německem a dalšími členskými státy Evropské unie, se Spojenými státy americkými a s Izraelem. Bývalý český prezident Miloš Zeman se snažil zlepšit vztahy s Čínou.
Čeští představitelé podporovali disidenty v Barmě, Bělorusku, Moldavsku a na Kubě.
V letech 1948–1989 zahraniční politika Československa navazovala na politiku Sovětského svazu. Od revoluce a následného vzájemně dohodnutého mírového rozdělení Československa na Českou republiku a Slovensko si Češi stanovili za svůj hlavní zahraničněpolitický cíl reintegraci se západními institucemi. Země vstoupila v roce 1999 do NATO a v roce 2004 do Evropské unie, které v první polovině roku 2009 i předsedala.

## Bilaterální vztahy

### Afrika
| Stát                           | Formální vztahy začaly | Poznámky |
| ------------------------------ | ---------------------- | --- |
| Alžírsko                       |                        | - Alžírsko má velvyslanectví v Praze. - Česká republika má velvyslanectví v Alžíru. |
| Angola                         |                        | - Česká republika je v Angole akreditována ze svého velvyslanectví v jihoafrické Pretorii a má honorární konzulát v Luandě. - Angola je v České republice akreditována ze svého velvyslanectví v německém Berlíně a má honorární konzulát v Brně.                                                                               |
| Benin                          |                        | - Benin je v České republice akreditován ze svého velvyslanectví v německém Berlíně a má honorární konzulát v Praze. - Česká republika je v Beninu akreditována ze svého velvyslanectví v nigerijské Abuje. |
| Botswana                       |                        | - Botswana má v České republice honorární konzulát v Kuníně. Také ji zastupuje vysoká komise operující z Londýna. - Česká republika je v Botswaně akreditována ze svého velvyslanectví v jihoafrické Pretorii a má honorární konzulát v Gaborone.                                                                               |
| Burkina Faso                   |                        | - Burkina Faso je v České republice akreditována ze svého velvyslanectví v rakouské Vídni. - Česká republika je v Burkině Faso akreditována ze svého velvyslanectví v ghanské Akkře a má honorární konzulát v Ouagadougou. |
| Burundi                        |                        | - Burundi je v České republice akreditováno ze svého velvyslanectví v německém Berlíně. - Česká republika je v Burundi akreditována ze svého velvyslanectví v keňském Nairobi. |
| Čad                            |                        | - Čad je v České republice akreditován ze svého velvyslanectví v německém Berlíně. - Česká republika je v Čadu akreditována ze svého velvyslanectví v nigerijské Abuje a má honorární konzulát v N´Djameně. |
| Džibutsko                      |                        | - Česká republika je v Džibutsku akreditována ze svého velvyslanectví v etiopské Addis Abebě a má honorární generální konzulát v Džibuti. - Džibutsko je v České republice akreditováno ze svého velvyslanectví v německém Berlíně.                                                                                             |
| Egypt                          |                        | - Česká republika má velvyslanectví v Káhiře. - Egypt má velvyslanectví v Praze. |
| Eritrea                        |                        | - Česká republika je v Eritreji akreditována ze svého velvyslanectví v egyptské Káhiře. - Eritrea je v České republice akreditována ze svého velvyslanectví v německém Berlíně. |
| Etiopie                        |                        | - Etiopie je v České republice akreditována ze svého velvyslanectví v německém Berlíně a má honorární konzulát v Praze. - Česká republika má velvyslanectví v Addis Abebě. |
| Gabon                          |                        | - Česká republika je v Gabonu akreditována ze svého velvyslanectví v nigerijské Abuje a honorární konzulát v Libreville. - Gabonský velvyslanec pro Českou republiku sídlí na ministerstvu zahraničních věcí v Libreville. |
| Gambie                         |                        | - Česká republika je v Gambii akreditována ze svého velvyslanectví v senegalském Dakaru a má honorární konzulát v Banjulu. - Gambie je v České republice akreditována ze svého velvyslanectví v belgickém Bruselu. |
| Ghana                          |                        | - Česká republika má velvyslanectví v Akkře. - Ghana má velvyslanectví v Praze. |
| Guinea                         |                        | - Česká republika je v Guineji akreditována ze svého velvyslanectví v senegalském Dakaru a má honorární konzulát v Konakry. - Guinea je v České republice akreditována ze svého velvyslanectví v německém Berlíně. |
| Guinea-Bissau                  | 1973                   | - Obě země navázaly diplomatické styky v roce 1973 (s Československem) a poté v roce 1993 (s Českou republikou). - Guinea-Bissau je v České republice akreditována ze svého velvyslanectví v německém Berlíně a v portugalském Lisabonu. - Česká republika je v Guineji-Bissau zastoupena svým velvyslanectvím v Akkře v Ghaně. |
| Jižní Afrika                   |                        | - Česká republika má velvyslanectví v Pretorii. - Jižní Afrika má velvyslanectví v Praze. |
| Jižní Súdán                    |                        | - Česká republika je v Jižním Súdánu akreditovaná ze svého velvyslanectví v etiopské Addis Abebě. - Jižní Súdán je v České republice akreditován ze svého velvyslanectví v německém Berlíně. |
| Kamerun                        |                        | - Česká republika je v Kamerunu akreditovaná ze svého velvyslanectví v nigerijské Abuji a má honorární konzulát v Douale. - Kamerun je v České republice akreditován ze svého velvyslanectví v ruské Moskvě. |
| Kapverdy                       |                        | - Česká republika je na Kapverdách zastoupena svým velvyslanectvím v portugalském Lisabonu a honorárním konzulátem v Praie. - Kapverdy jsou v České republice zastoupeny svým velvyslanectvím v německém Berlíně a mají honorární konzulát v Praze.                                                                             |
| Keňa                           |                        | Viz česko-keňské vztahy - Česká republika má velvyslanectví v Nairobi. - Keňa je v České republice akreditována ze svého velvyslanectví v nizozemském Haagu. |
| Komory                         |                        | - Česká republika je na Komorách akreditována ze svého velvyslanectví v etiopské Addis Abebě. - Komorský velvyslanec pro Českou republiku sídlí na ministerstvu zahraničních věcí v Moroni. |
| Konžská demokratická republika |                        | - Česká republika má velvyslanectví a honorární konzulát v Kinshase. - Konžská demokratická republika má velvyslanectví v Praze. |
| Konžská republika              |                        | - Česká republika je v Konžské republice akreditována ze svého velvyslanectví v nigerijské Abuji a má honorární konzulát v Brazzaville. - Konžská republika je v České republice akreditována ze svého velvyslanectví v německém Berlíně.                                                                                       |
| Lesotho                        |                        | - Česká republika je v Lesothu akreditována ze svého velvyslanectví v jihoafrické Pretorii. - Lesotho je v České republice akreditováno ze svého velvyslanectví v italském Římě. |
| Libanon                        |                        | - Česká republika má velvyslanectví v Bejrútu. - Libanon má velvyslanectví v Praze. |
| Libérie                        |                        | - Česká republika je v Libérii akreditována ze svého velvyslanectví v ghanské Akkře. |
| Libye                          | 1993                   | Viz česko-libyjské vztahy - Obě země navázaly diplomatické styky v roce 1993.[zdroj?] - Libye má velvyslanectví v Praze. |
| Madagaskar                     |                        | - Česká republika je na Madagaskaru akreditována ze svého velvyslanectví v jihoafrické Pretorii a má honorární konzulát v Antananarivu. - Madagaskar je v České republice akreditován ze svého velvyslanectví v německém Falkensee.                                                                                             |
| Malawi                         |                        | - Česká republika je v Malawi akreditována ze svého velvyslanectví v zambijské Lusace. - Malawi je v České republice akreditováno ze svého velvyslanectví v německém Berlíně a má honorární konzulát ve Františkových Lázních.                                                                                                  |
| Mali                           |                        | - Česká republika je v Mali akreditována ze svého velvyslanectví v Alžíru a má velvyslanectví v Bamaku. - Mali je v České republice akreditováno ze svého velvyslanectví v italském Římě a má honorární konzulát v Praze. |
| Maroko                         |                        | - Česká republika má velvyslanectví v Rabatu a honorární konzuláty v Casablance a Fesu. - Maroko má velvyslanectví v Praze a honorární konzuláty v Brně a Ostravě. |
| Mauricius                      |                        | - Česká republika je na Mauriciu akreditována ze svého velvyslanectví v jihoafrické Pretorii a má honorární konzulát v Port Louis. - Mauricius je v České republice akreditován ze svého velvyslanectví v německém Berlíně a má honorární konzulát v Praze.                                                                     |
| Mauritánie                     |                        | - Česká republika je v Mauritánii akreditována ze svého velvyslanectví v marockém Rabatu a má honorární konzulát v Nuakšottu. - Mauritánie je v České republice akreditována ze svého velvyslanectví v německém Berlíně. |
| Mosambik                       |                        | - Česká republika je v Mosambiku akreditována ze svého velvyslanectví v jihoafrické Pretorii a má honorární konzulát v Maputu. - Mosambik je v České republice akreditován ze svého velvyslanectví v německém Berlíně. |
| Namibie                        |                        | - Česká republika je v Namibii akreditována ze svého velvyslanectví v jihoafrické Pretorii a má honorární konzulát ve Windhoeku. - Namibie je v České republice akreditována ze svého velvyslanectví v německém Berlíně a má honorární konzulát v Praze.                                                                        |
| Niger                          |                        | - Česká republika je v Nigeru akreditována ze svého velvyslanectví v nigerijské Abuji a má honorární konzulát v Niamey. - Niger je v České republice akreditován ze svého velvyslanectví v německém Berlíně. Honorární konzulát Nigeru v Praze byl uzavřen.                                                                     |
| Nigérie                        |                        | - Česká republika má velvyslanectví v Abuji. - Nigérie má velvyslanectví v Praze. |
| Pobřeží slonoviny              |                        | - Česká republika je na Pobřeží slonoviny akreditována ze svého velvyslanectví v ghanské Akkře a má honorární konzulát v Abidžanu. - Pobřeží slonoviny je v České republice akreditováno ze svého velvyslanectví v německém Berlíně a má honorární konzulát v Praze.                                                            |
| Rovníková Guinea               |                        | - Česká republika je v Rovníkové Guineji akreditována ze svého velvyslanectví v nigerijské Abuji. - Rovníková Guinea je v České republice akreditována ze svého velvyslanectví v německém Berlíně. |
| Rwanda                         |                        | - Česká republika je ve Rwandě akreditována ze svého velvyslanectví v keňském Nairobi a má honorární konzulát v Kigali. - Rwanda je v České republice akreditována ze svého velvyslanectví v německém Berlíně. |
| Senegal                        |                        | - Česká republika má velvyslanectví v Dakaru. - Senegal je v České republice akreditován ze svého velvyslanectví v polské Varšavě. |
| Seychely                       |                        | - Česká republika je na Seychelách akreditována ze svého velvyslanectví v etiopské Addis Abebě a má honorární konzulát ve Victorii. - Seychely jsou v České republice akreditovány ze svého velvyslanectví v belgickém Bruselu a mají honorární konzulát v Praze.                                                               |
| Sierra Leone                   |                        | - Česká republika je v Sieře Leone akreditována ze svého velvyslanectví v ghanské Akkře. - Seychely jsou v České republice akreditovány ze svého velvyslanectví v ruské Moskvě. |
| Somálsko                       |                        | - Česká republika je v Somálsku akreditována ze svého velvyslanectví v etiopské Addis Abebě. - Somálsko je v České republice akreditováno ze svého velvyslanectví v ruské Moskvě. |
| Středoafrická republika        |                        | - Česká republika je ve Středoafrické republice akreditována ze svého velvyslanectví v nigerijské Abuji. |
| Súdán                          |                        | - Česká republika je v Súdánu akreditována ze svého velvyslanectví v egyptské Káhiře. - Súdánské velvyslanectví v Praze bylo uzavřeno. Súdán má honorární konzulát v Plzni. |
| Svazijsko                      |                        | - Česká republika je ve Svazijsku akreditována ze svého velvyslanectví v jihoafrické Pretorii. - Svazijsko je v České republice akreditováno ze svého velvyslanectví v belgickém Bruselu. |
| Tanzanie                       |                        | - Česká republika je v Tanzanii akreditována ze svého velvyslanectví v keňském Nairobi. - Tanzanie je v České republice akreditována ze svého velvyslanectví v německém Berlíně a má honorární konzulát v Brně. |
| Togo                           |                        | - Česká republika je v Togu akreditována ze svého velvyslanectví v ghanské Akkře a má honorární konzulát v Lomé. - Togo je v České republice akreditováno ze svého velvyslanectví v německém Berlíně. |
| Tunisko                        |                        | - Česká republika má velvyslanectví v Tunisu. - Tunisko má velvyslanectví v Praze. |
| Uganda                         |                        | - Česká republika je v Ugandě akreditována ze svého velvyslanectví v keňském Nairobi a má honorární konzulát v Kampale. - Uganda je v České republice akreditována ze svého velvyslanectví v německém Berlíně. |
| Zambie                         |                        | - Česká republika má velvyslanectví v Lusace. - Zambie je v České republice akreditována ze svého velvyslanectví v německém Berlíně. |
| Západní Sahara                 |                        | - Česká republika je na Západní Sahaře akreditována ze svého velvyslanectví v marockém Rabatu. |
| Zimbabwe                       |                        | - Česká republika je v Zimbabwe akreditována ze svého velvyslanectví v zambijské Lusace a má honorární konzulát v Harare. - Zimbabwe je v České republice akreditováno ze svého velvyslanectví ve švýcarské Ženevě. |

### Amerika
| Stát                         | Formální vztahy začaly | Poznámky |
| ---------------------------- | ---------------------- | --- |
| Antigua a Barbuda            |                        | - Česká republika je v Antigue a Barbudě akreditována ze svého velvyslanectví v americkém Washingtonu, D.C. a má honorární konzulát v Saint John's. |
| Argentina                    |                        | - Argentina má velvyslanectví v Praze. - Česká republika má velvyslanectví v Buenos Aires a honorární konzuláty v Mendoze a v Presidencia Roque Sáenz Peña. |
| Bahamy                       |                        | - Česká republika je na Bahamách akreditována ze svého velvyslanectví v kubánské Havaně. - Bahamy mají honorární konzulát v Praze. |
| Barbados                     |                        | - Česká republika je v Barbadosu akreditována ze svého velvyslanectví v kolumbijské Bogotě. |
| Belize                       |                        | - Česká republika je v Belize reprezentována svým velvyslanectvím v Ciudad de México a má honorární konzulát v Orange Walk Town. |
| Bolívie                      |                        | - Bolívie je v České republice akreditována ze svého velvyslanectví ve Vídni. - Česká republika je v Bolívii akreditována ze svého velvyslanectví v Santiagu de Chile a má honorární konzuláty v La Paz a Santa Cruz de la Sierra. \|- |
| Brazílie                     | 1918                   | Viz brazilsko-české vztahy - Brazílie má velvyslanectví v Praze. - Česká republika má velvyslanectví v Brasílii, generální konzulát v São Paulu a honorární konzuláty v Bataypore, Belo Horizonte, Curitibě, Fortaleze, Porto Alegre, Recife a Salvadoru. |
| Dominika                     |                        | - Česká republika je v Dominice akreditována ze svého velvyslanectví v kolumbijské Bogotě. |
| Dominikánská republika       |                        | - Česká republika je v Dominikánské republice akreditována ze svého velvyslanectví v kubánské Havaně a má honorární generální konzulát v Santo Domingu. - Dominikánská republika je v České republice akreditována ze svého velvyslanectví v rakouské Vídni a má generální konzulát v Praze. |
| Ekvádor                      |                        | - Česká republika je v Ekvádoru republice akreditována ze svého velvyslanectví v peruánské Limě, má honorární generální konzulát v Guayaquilu a honorární konzulát v Quitu. - Ekvádor je v České republice akreditován ze svého velvyslanectví v německém Berlíně a má honorární konzulát v Praze. |
| Grenada                      |                        | - Česká republika je v Grenadě akreditována ze svého velvyslanectví v kolumbijské Bogotě. |
| Guatemala                    |                        | - Česká republika je v Guatemala akreditována ze svého velvyslanectví v Ciudad de México a má honorární konzulát v Ciudad de Guatemala. - Guatemala je v České republice akreditována ze svého velvyslanectví v rakouské Vídni. |
| Guyana                       | 1. ledna 1993          | Obě země navázaly diplomatické styky 1. ledna 1993. - Guyana je v České republice akreditována ze svého velvyslanectví v Londýně. - Česká republika je v Guyaně akreditována ze svého velvyslanectví v Brasílii a má honorární konzulát v Georgetownu. |
| Haiti                        |                        | - Česká republika je v Haiti akreditována ze svého velvyslanectví v kubánské Havaně a má honorární konzulát v Port-au-Prince. |
| Honduras                     |                        | - Česká republika je v Hondurasu akreditována ze svého velvyslanectví v Ciudad de México a má honorární konzuláty v Roatánu a Tegucigalpě. - Honduras je v České republice akreditován ze svého velvyslanectví v německém Berlíně. |
| Chile                        |                        | Viz česko-chilské vztahy - Česká republika má velvyslanectví v Santiagu. - Chile má velvyslanectví v Praze. |
| Jamajka                      |                        | - Česká republika je na Jamajce akreditována ze svého velvyslanectví v americkém Washingtonu D.C. a má honorární konzulát v Kingstonu. - Jamajka je v České republice akreditována ze svého velvyslanectví v německém Berlíně. |
| Kanada                       |                        | Viz česko-kanadské vztahy - Česká republika má velvyslanectví v Ottawě, generální konzulát v Torontu, honorární generální konzulát v Calgary a honorární konzuláty v Charlottetownu, Montréalu, Vancouveru, Victorii a Winnipegu, - Kanada má velvyslanectví v Praze. |
| Kolumbie                     |                        | Viz česko-kolumbijské vztahy - Kolumbie je v České republice akreditována ze svého velvyslanectví ve Vídni v Rakousku a má honorární konzulát v Praze. - Česká republika má velvyslanectví v Bogotě a má honorární konzuláty v Barranquille, Bucaramanze, Cali, Cartageně a Ibagué. |
| Kostarika                    |                        | - Česká republika je v Kostarice akreditována ze svého velvyslanectví v kolumbijské Bogotě a má honorární konzulát v San José. - Kostarika je v České republice akreditována ze svého velvyslanectví v německém Berlíně a má honorární konzulát v Praze. |
| Kuba                         |                        | Viz česko-kubánské vztahy - Kuba má velvyslanectví v Praze. - Česká republika má velvyslanectví v Havaně. |
| Mexiko                       | 1922                   | Viz česko-mexické vztahy Diplomatické styky mezi Československem a Mexikem byly navázány v roce 1922. Mexiko znovu uznalo českou nezávislost v roce 1993 po rozdělení Československa na Českou republiku a Slovensko. - Česká republika má velvyslanectví v Ciudad de México a honorární konzuláty v Cancúnu, Emiliano Zapatě, Guadalajare, Guadalupe a Tijuaně. - Mexiko má velvyslanectví v Praze. |
| Nikaragua                    |                        | - Česká republika je v Nikaragui akreditována ze svého velvyslanectví v Ciudad de México a má honorární konzulát v Managui. - Nikaragua je v České republice akreditována ze svého velvyslanectví v rakouské Vídni a má honorární konzulát v Praze. |
| Nizozemské Antily            |                        | - Česká republika je na Nizozemských Antilách akreditována ze svého velvyslanectví v nizozemském Haagu, které diplomaticky a konzulárně působí pro celé Nizozemské království. |
| Panama                       |                        | - Česká republika je v Panamě akreditována ze svého velvyslanectví v kolumbijské Bogotě a má honorární konzulát v Panamě. - Panama je v České republice akreditována ze svého velvyslanectví v německém Berlíně. |
| Paraguay                     |                        | - Česká republika je v Paraguay akreditována ze svého velvyslanectví v argentinském Buenos Aires a má honorární konzulát v Asunciónu. - Paraguay je v České republice akreditována ze svého velvyslanectví v rakouské Vídni a má honorární konzulát v Praze. |
| Peru                         |                        | - Česká republika má velvyslanectví v Limě a honorární konzulát v Callau. - Peru má velvyslanectví v Praze. |
| Salvador                     |                        | - Česká republika je v Salvadoru akreditována ze svého velvyslanectví v Ciudad de México a má honorární konzulát v San Salvadoru. - Salvador je v České republice akreditován ze svého velvyslanectví v německém Berlíně a má honorární konzulát v Praze. |
| Spojené státy americké       |                        | Viz česko-americké vztahy Americký prezident Woodrow Wilson a Spojené státy americké sehráli hlavní roli při vzniku Československa 28. října 1918. - Česká republika má velvyslanectví ve Washingtonu, D.C., generální konzuláty v Chicagu, Los Angeles a New Yorku, honorární generální konzuláty v Anchorage, Bostonu a San Franciscu, honorární konzuláty v Atlantě, Boulderu, Filadelfii, Honolulu, Houstonu, Charlotte, Kansas City, Las Vegas, Lincolnu, Little Rock, Livingstonu, Miami, Minneapolis, New Orleans, Orlandu, Phoenixu, Pittsburghu, Portlandu, Salt Lake City, San Juanu a Seattlu a České centrum New York. - Spojené státy americké mají velvyslanectví v Praze. |
| Surinam                      |                        | - Česká republika je v Surinamu akreditována ze svého velvyslanectví v Brasílii a má honorární konzulát v Paramaribu. |
| Svatá Lucie                  |                        | - Česká republika je na Svaté Lucii akreditována ze svého velvyslanectví v kolumbijské Bogotě. |
| Svatý Kryštof a Nevis        |                        | - Česká republika je na Svatém Kryštofu a Nevisi akreditována ze svého velvyslanectví v kolumbijské Bogotě. |
| Svatý Tomáš a Princův ostrov |                        | - Česká republika je na Svatém Tomáši a Princově ostrově akreditována ze svého velvyslanectví v portugalském Lisabonu a má honorární konzulát v Sâo Tomé. |
| Svatý Vincenc a Grenadiny    |                        | - Česká republika je na Svatém Vincencu a Grenadinách akreditována ze svého velvyslanectví v kolumbijské Bogotě a má honorární konzulát v Kingstownu. |
| Trinidad a Tobago            |                        | - Česká republika je v Trinidadu a Tobagu akreditována ze svého velvyslanectví v kolumbijské Bogotě. |
| Uruguay                      |                        | Viz česko-uruguayské vztahy - Česká republika je v Uruguayi akreditována ze svého velvyslanectví v argentinském Buenos Aires a má honorární konzulát v Montevideu. - Uruguay je v České republice akreditována ze svého velvyslanectví v rakouské Vídni a má honorární konzulát v Praze. |
| Venezuela                    |                        | - Česká republika je ve Venezuele akreditována ze svého velvyslanectví v kolumbijské Bogotě. - Venezuela je v České republice akreditována ze svého velvyslanectví v německém Berlíně. |

### Asie
| Země                    | Formální vztahy začaly | Poznámky |
| ----------------------- | ---------------------- | --- |
| Afghánistán             |                        | - Česká republika má velvyslanectví v Kábulu. - Afghánistán má velvyslanectví v Praze. |
| Arménie                 | 30. března 1992        | - Česká republika má velvyslanectví v Jerevanu. - Arménie má velvyslanectví v Praze. |
| Ázerbájdžán             | 29. ledna 1993         | - Česká republika uznala nezávislost Ázerbájdžánu dne 8. ledna 1992. - Ázerbájdžán má velvyslanectví v Praze a honorární konzulát v Březové u Karlových Varů. - Česká republika má velvyslanectví v Baku. - Obě země jsou řádnými členy Rady Evropy a Organizace pro bezpečnost a spolupráci v Evropě (OBSE). |
| Bahrajn                 |                        | - Česká republika je v Bahrajnu akreditována ze svého velvyslanectví v saúdskoarabském Rijádu a má honorární konzulát v Manámě. - Bahrajn je v České republice akreditován ze svého velvyslanectví v německém Berlíně. |
| Bangladéš               |                        | - Bangladéš je v České republice akreditován ze svého velvyslanectví v německém Berlíně. - Česká republika je v Bangladéši akreditována ze svého velvyslanectví v Novém Dillí a má honorární konzulát v Dháce. |
| Bhútán                  |                        | - Bhútán má honorární konzulát v Praze. - Česká republika je v Bhútánu akreditována ze svého velvyslanectví v Novém Dillí. |
| Brunej                  |                        | - Česká republika je v Bruneji akreditována ze svého velvyslanectví v indonéské Jakartě. |
| Čína                    | 6. října 1949          | Viz česko-čínské vztahy - Česká republika má velvyslanectví v Pekingu a generální konzuláty v Čcheng-tu, Hongkongu a Šanghaji. - Čína má velvyslanectví v Praze. |
| Filipíny                |                        | Viz česko-filipínské vztahy - Česká republika má velvyslanectví v Manile a honorární konzuláty v Cebu a Davau. - Filipíny mají velvyslanectví v Praze a honorární konzulát v Brně. |
| Gruzie                  | 1. ledna 1993          | - Česká republika má velvyslanectví v Tbilisi. - Gruzie má velvyslanectví v Praze a honorární konzulát v Brně. - Ministerstvo zahraničních věcí Gruzie o vztahu s Českou republikou |
| Hongkong                |                        | - Česká republika má generální konzulát v Hongkongu. |
| Indie                   |                        | Viz česko-indické vztahy - Česká republika má velvyslanectví v Novém Dillí a honorární konzuláty v Bengalúru, Bombaji, Čennaí a Kalkatě. - Indie má velvyslanectví v Praze. |
| Indonésie               |                        | Viz česko-indonéské vztahy - Česká republika má velvyslanectví v Jakartě a honorární konzuláty v Sanuru a Surabaji. - Indonésie má velvyslanectví v Praze. |
| Irák                    | 1993                   | Viz česko-irácké vztahy - Česká republika má velvyslanectví v Bagdádu a generální konzulát v Irbílu. - Irák má velvyslanectví v Praze. |
| Izrael                  | 3. července 1948       | Viz česko-izraelské vztahy Vláda Československa uznala Izrael 5 dní po vyhlášení nezávislosti 19. května 1948. Diplomatické styky mezi oběma zeměmi byly navázány 3. července téhož roku. Československo několik měsíců podporovalo nově vzniklý izraelský stát s vojenskými letadly a zbraněmi. Tehdejší komunistická vláda však tuto podporu ukončila a za několik let byly přerušeny i diplomatické styky. Komunistický režim šířil protiizraelskou propagandu, jako všechny tehdejší socialistické země. Po sametové revoluci došlo k obnovení diplomatických vztahů. V prosinci 2008 chtělo české letectvo trénovat v pouštních podmínkách na nadcházející misi v Afghánistánu. Žádná země nenabídla Čechům pomoc, kromě Izraele. Ten to viděl jako příležitost poděkovat Čechům za výcvik izraelských pilotů při vzniku země. V České republice žije 3000 Židů (viz také Židé v Česku). - Česká republika má velvyslanectví v Tel Avivu, kancelář v Jeruzalémě, honorární konzuláty v Jeruzalémě a Ejlatu, honorární generální konzulát v Haife, český dům v Jeruzalémě a české centrum v Tel Avivu. - Izrael má velvyslanectví v Praze. |
| Írán                    | 30. dubna 1929         | Viz česko-íránské vztahy - Česká republika má velvyslanectví v Teheránu. - Írán má velvyslanectví v Praze. |
| Japonsko                | 1919                   | Viz česko-japonské vztahy - Prvním velvyslancem Japonska pro Československo byl Harukazu Nagaoka. - Vztahy mezi Československem a Japonskem byly přerušeny v roce 1939 a obnoveny až v roce 1957. - Česká republika má velvyslanectví v Tokiu, honorární konzuláty v Sakai, Sapporu a Naze a české centrum v Tokiu. - Japonsko má velvyslanectví v Praze. |
| Jemen                   |                        | - Česká republika je v Jemenu akreditovaná ze svého velvyslanectví v saúdskoarabském Rijádu a má honorární konzulát v Saná. - Jemen má velvyslanectví v Praze. |
| Jižní Korea             | 22. března 1990        | Viz česko-jihokorejské vztahy - Diplomatické styky mezi Českou republikou a Jižní Koreou byly navázány 22. března 1990. - Jižní Korea má od roku 1990 velvyslanectví v Praze. - Česká republika má velvyslanectví a české centrum v Soulu. - Česká republika má s Jižní Koreou smlouvu o programu Working Holiday. Jižní Korea byla první asijskou zemí, se kterou takovouto smlouvu Česká republika podepsala. |
| Jordánsko               |                        | - Česká republika má velvyslanectví v Ammánu. - Jordánsko je v České republice akreditováno ze svého velvyslanectví v rakouské Vídni. |
| Kambodža                |                        | - Česká republika je v Kambodži akreditována ze svého velvyslanectví v thajském Bangkoku a má velvyslanectví v Phnompenhu. - Kambodža je v České republice akreditována ze svého velvyslanectví v německém Berlíně. |
| Katar                   |                        | - Česká republika má velvyslanectví v Dauhá. - Katar je v České republice akreditován ze svého velvyslanectví v německém Berlíně. |
| Kazachstán              |                        | Viz česko-kazašské vztahy - Česká republika má velvyslanectví v Astaně a honorární konzulát v Almatě. - Kazachstán má velvyslanectví v Praze a honorární konzuláty v Hradci Králové a Jaroměři. |
| Kuvajt                  |                        | - Česká republika má velvyslanectví v Kuvajtu. - Kuvajt má velvyslanectví v Praze. |
| Kyrgyzstán              |                        | - Česká republika je v Kyrgyzstánu akreditována ze svého velvyslanectví v kazašské Astaně a má honorární konzulát v Biškeku. - Kyrgyzstán je v České republice akreditován ze svého velvyslanectví v rakouské Vídni. |
| Laos                    |                        | - Česká republika je v Laosu akreditována ze svého velvyslanectví v thajském Bangkoku a má honorární konzulát ve Vientiane. - Laos je v České republice akreditován ze svého velvyslanectví v německém Berlíně a má honorární konzulát v Brně. |
| Macao                   |                        | - Česká republika je v Macau akreditována ze svého generálního konzulátu v Hongkongu. |
| Malajsie                |                        | Viz česko-malajsijské vztahy - Česká republika má velvyslanectví v Kuala Lumpur a honorární konzulát v Kota Kinabalu. - Malajsie má velvyslanectví v Praze. - Po navázání diplomatických vztahů se Sovětským svazem v roce 1968 posílila Malajsie své vztahy také s Českou republikou a dalšími východoevropskými zeměmi. |
| Maledivy                |                        | - Česká republika je na Maledivách akreditována ze svého velvyslanectví v indickém Novém Dillí a má honorární konzulát v Malé. - Maledivy mají honorární konzulát v Praze. |
| Mongolsko               | 1992                   | Viz česko-mongolské vztahy - Velvyslanectví České republiky v Ulánbátaru bylo formálně znovuotevřeno v roce 1999. - Mongolsko má velvyslanectví v Praze a honorární konzulát v Hradi Králové. |
| Myanmar (Barma)         |                        | - Česká republika má velvyslanectví v Rangúnu a honorární konzulát v Mandalaji. - Myanmar má velvyslanectví v Praze. |
| Nepál                   |                        | - Česká republika je v Nepálu akreditována ze svého velvyslanectví v Novém Dillí a má honorární generální konzulát v Káthmandú. - Nepál je v České republice akreditován ze svého velvyslanectví v německém Berlíně. |
| Omán                    |                        | - Česká republika je v Ománu akreditována ze svého velvyslanectví v saúdskoarabském Rijádu a má honorární generální konzulát v Maskatu. - Omán je v České republice akreditován ze svého velvyslanectví v rakouské Vídni a má honorární konzulát v Praze. |
| Palestina               |                        | - Přes silné vztahy ČR s Izraelem udržují obě země srdečné diplomatické vztahy. Česko je jednou z mála zemí EU, která má s Palestinou dobré vztahy. - Palestina má velvyslanectví v Praze. - Česká republika je v Palestině akreditována ze svého velvyslanectví v Tel Avivu a má honorární konzulát v Betlémě a styčný úřad v Ramaláhu. |
| Pákistán                | 27. září 1950          | Viz česko-pákistánské vztahy - Česká republika má velvyslanectví v Islámábádu a honorární konzuláty v Láhauru, Karáčí a Péšáváru. - Pákistán má velvyslanectví v Praze. - Dne 20. září 2008 byl při výbuchu v hotelu Marriott v Islámábádu zabit velvyslanec České republiky v Pákistánu Ivo Žďárek. |
| Saúdská Arábie          |                        | - Česká republika má velvyslanectví v Rijádu a honorární konzulát v Džiddě. - Saúdská Arábie má velvyslanectví v Praze. |
| Severní Korea           |                        | - Bezpečnostní informační služba podle informací Deníku N vyhostila severokorejského diplomata, který se pokoušel obejít sankce proti Severní Koreji. - Severní Korea má velvyslanectví v Praze. - Česká republika má velvyslanectví v Pchjongjangu. |
| Singapur                |                        | - Česká republika má velvyslanectví v Singapuru. - Singapurský velvyslanec pro Českou republiku sídlí na ministerstvu zahraničních věcí v Singapuru. Singapur má také honorární generální konzulát v Praze. |
| Spojené arabské emiráty |                        | - Česká republika má velvyslanectví v Abú Zabí. |
| Sýrie                   |                        | - Česká republika má velvyslanectví v Damašku a honorární konzuláty v Aleppu a Latákii. - Sýrie má velvyslanectví v Praze. |
| Srí Lanka               |                        | - Česká republika je na Srí Lance akreditována ze svého velvyslanectví v indickém Novém Dillí a má honorární generální konzulát v Kolombu. - Srí Lanka je v České republice akreditována ze svého velvyslanectví v rakouské Vídni a má honorární konzulát v Praze. |
| Tádžikistán             |                        | - Česká republika je v Tádžikistánu akreditována ze svého velvyslanectví v uzbeckém Taškentu. - Tádžikistán je v České republice akreditován ze svého velvyslanectví v německém Berlíně. |
| Thajsko                 |                        | - Česká republika má velvyslanectví v Bangkoku a honorární konzulát v Phuketu. - Thajsko má velvyslanectví v Praze. |
| Tchaj-wan               |                        | Viz česko-tchajwanské vztahy - Tchaj-wan má ekonomickou a kulturní kancelář v Praze. - Česká republika má ekonomickou a kulturní kancelář v Tchaj-peji. |
| Turecko                 | 1924                   | Viz česko-turecké vztahy - Česká republika má velvyslanectví v Ankaře, generální konzulát v Istanbulu a honorární konzuláty v Antalyi a Mersinu. - Turecko má velvyslanectví v Praze a honorární konzuláty v Brně a Frýdku-Místku. - Obě země jsou členy NATO. |
| Turkmenistán            |                        | - Česká republika je v Turkmenistánu akreditována ze svého velvyslanectví v uzbeckém Taškentu. - Turkmenistán je v České republice akreditován ze svého velvyslanectví v rakouské Vídni. |
| Uzbekistán              |                        | - Česká republika má velvyslanectví v Taškentu. - Uzbekistán je v České republice akreditován ze svého velvyslanectví v Berlíně. |
| Vietnam                 | 2. února 1950          | Viz česko-vietnamské vztahy - Česká republika má velvyslanectví v Hanoji a honorární konzuláty v Haiphongu a Ho Či Minově Městě. - Vietnam má velvyslanectví v Praze. |
| Východní Timor          |                        | - Česká republika je ve Východním Timoru akreditována ze svého velvyslanectví v indonéské Jakartě. |

### Evropa
| Země                | Formální vztahy začaly | Poznámky |
| ------------------- | ---------------------- | --- |
| Albánie             | červenec 1922          | Viz albánsko-české vztahy Jedinou společnou akcí vojsk Varšavské smlouvy byla invaze do Československa v srpnu 1968. Invaze se zúčastnily všechny členské země s výjimkou Albánské lidové republiky a Rumunské socialistické republiky. Albánie kvůli této záležitosti formálně v roce 1968 odstoupila od Varšavské smlouvy. - Albánie má velvyslanectví v Praze. - Česká republika má velvyslanectví v Tiraně a honorární konzulát v Sarandě. |
| Andorra             |                        | - Andorrský velvyslanec pro Českou republiku sídlí na ministerstvu zahraničních věcí v Andoře la Vella. - Česká republika je v Andoře akreditována ze svého velvyslanectví v Madridu a má honorární konzulát v Andoře la Vella. |
| Belgie              |                        | - Belgie má velvyslanectví v Praze. - Česká republika má velvyslanectví a konzulární úsek velvyslanectví v Bruselu, honorární konzuláty v Namuru a Lutychu, honorární generální konzulát v Antverpách a české centrum v Bruselu. - Obě země jsou řádnými členy Evropské unie a NATO. |
| Bělorusko           |                        | Viz bělorusko-české vztahy - Bělorusko má velvyslanectví v Praze a honorární konzulát v Karlových Varech. - Česká republika má velvyslanectví v Minsku a honorární konzulát v Brestu. |
| Bosna a Hercegovina |                        | - Bosna a Hercegovina má velvyslanectví v Praze. - Česká republika má velvyslanectví v Sarajevu. |
| Bulharsko           |                        | Viz bulharsko-české vztahy Diplomatické styky mezi Bulharskem a Československem byly navázány 27. září 1920, poté přerušeny 1. června 1939 a obnoveny 10. října 1945. Dne 23. prosince 1992 Bulharsko uznalo Českou republiku a 1. ledna 1993 s ní navázalo diplomatické styky na úrovni zastupitelských úřadů. - Bulharsko má velvyslanectví v Praze. - Česká republika má velvyslanectví v Sofii, konzulární jednatelství v Burgasu, honorární konzuláty v Plovdivu a Varně a české centrum v Sofii. - Obě země jsou řádnými členy Evropské unie a NATO. |
| Černá Hora          |                        | - Černá Hora má velvyslanectví v Praze. - Česká republika má velvyslanectví v Podgorici. |
| Dánsko              |                        | Viz česko-dánské vztahy - Česká republika má velvyslanectví v Kodani a honorární konzulát v Aarhusu. - Dánsko má velvyslanectví v Praze. - Obě země jsou řádnými členy Evropské unie a NATO. |
| Estonsko            | 20. léta 20. století   | - Obě země obnovily své diplomatické styky 9. září 1991. Dne 1. ledna 1993 byly diplomatické styky automaticky převedeny na nástupnické státy Československa. - Česká republika má velvyslanectví v Tallinnu. - Estonsko má velvyslanectví v Praze a honorární konzulát v Brně. - Obě země jsou řádnými členy Evropské unie a NATO. - Estonské ministerstvo zahraničních věcí o vztazích s Českou republikou (anglicky) |
| Faerské ostrovy     |                        | - Česká republika je na Faerských ostrovech akreditována ze svého velvyslanectví v dánské Kodani. |
| Finsko              | 1. ledna 1993          | - Finsko uznalo nezávislost České republiky 1. ledna 1993. - Česká republika má velvyslanectví v Helsinkách a honorární konzuláty v Oulu, Tampere a Vaase. - Finsko má velvyslanectví v Praze a honorární konzuláty v Brně a Ostravě. - Obě země jsou řádnými členy Evropské unie. - Ministerstvo zahraničních věcí Finska o vztazích s Českou republikou (anglicky) |
| Francie             |                        | Viz česko-francouzské vztahy - První diplomatické kontakty se uskutečnily ve středověku. Francie byla první zemí, která 28. října 1918 uznala Československo. - Obě země uzavřely 25. ledna 1924 alianční smlouvu. - Česká republika má velvyslanectví a konzulární oddělení velvyslanectví v Paříži, honorární konzuláty v Baie-Mahault, Bordeaux, Dijonu, Lille, Lyonu, Marseille, Nantes, Štrasburku a Toulouse a české centrum v Paříži - Francie má velvyslanectví v Praze. - Obě země jsou řádnými členy NATO a Evropské unie. Od roku 1999 je Česká republika pozorovatelem v Mezinárodní organizaci frankofonie. - Francouzské ministerstvo zahraničí o vztazích s Českou republikou (anglicky) |
| Chorvatsko          |                        | Viz česko-chorvatské vztahy - Česká republika má velvyslanectví v Záhřebu a konzulární jednatelství v Rijece a Splitu. - Chorvatsko má velvyslanectví v Praze a honorární konzulát v Brně. - Obě země jsou řádnými členy Evropské unie a NATO. |
| Irsko               | 1929                   | - Česká republika má velvyslanectví v Dublinu. - Irsko má velvyslanectví v Praze. - Obě země jsou řádnými členy Evropské unie a Rady Evropy. - V Irsku žije přibližně 5 300 Čechů. - Česko-irská obchodní asociace podporuje české / irské podnikatelské aktivity |
| Island              | 1. ledna 1993          | Viz česko-islandské vztahy - Ani jedna země nemá rezidentní velvyslanectví. - Česká republika je na Islandu akreditována ze svého velvyslanectví v norském Oslu a má honorární konzulát v Reykjavíku. - Island je akreditován v České republice prostřednictvím svého velvyslanectví v rakouské Vídni a má honorární konzulát v Praze. - Obě země jsou řádnými členy NATO, Rady Evropy a Organizace pro hospodářskou spolupráci a rozvoj. |
| Itálie              |                        | Viz česko-italské vztahy - Severní Itálie a české země byly dříve součástí Svaté říše římské a Rakouské říše. - Česká republika má velvyslanectví v Římě, honorární konzuláty v Anconě, Bari, Cagliari, Florencii, Janově, Neapoli a Udine, generální konzulát v Miláně a česká centra v Římě a Miláně. - Itálie má velvyslanectví v Praze a honorární konzulát v Brně. - Obě země jsou řádnými členy Evropské unie a NATO. |
| Kosovo              | 2008                   | Viz česko-kosovské vztahy - Česká republika uznala Kosovo 21. května 2008. - Česká republika otevřela 16. července 2008 velvyslanectví v Prištině. - Kosovo má velvyslanectví v Praze. |
| Kypr                |                        | Viz česko-kyperské vztahy - Česká republika má velvyslanectví v Nikósii a honorární konzulát v Lemesosu. - Kypr má velvyslanectví v Praze. - Obě země jsou řádnými členy Evropské unie. |
| Lichtenštejnsko     | 13. července 2009      | Rod Lichtenštejnů vlastnil rozsáhlá panství na českém území, zejména pak na jižní Moravě, na něž dlouhodobě uplatňuje nárok. - Česká republika je v Lichtenštejnsku akreditována ze svého velvyslanectví ve švýcarském Bernu a má honorární konzulát ve Vaduzu. - Lichtenštejnsko je v České republice akreditováno ze svého velvyslanectví v rakouské Vídni a má honorární konzulát v Brně. |
| Litva               | 5. ledna 1922          | - Obě země obnovily diplomatické styky 9. září 1991. - Litva uznala Českou republiku po rozdělení Československa 5. ledna 1992 a následující den byly navázány diplomatické styky. - Česká republika má velvyslanectví ve Vilniusu. - Litva má velvyslanectví v Praze a honorární konzuláty v Brně a Liberci. - Obě země jsou řádnými členy Evropské unie a NATO. - Litevské ministerstvo zahraničních věcí: seznam bilaterálních smluv s Českou republikou (pouze litevsky) Archivováno 30. 9. 2011 na Wayback Machine. |
| Lotyšsko            | 9. září 1991           | - Československo uznalo Lotyšsko 5. ledna 1922. - Česká republika má velvyslanectví v Rize. - Lotyšsko má velvyslanectví v Praze. - Obě země jsou řádnými členy Evropské unie a NATO. - Lotyšské ministerstvo zahraničních věcí o vztazích s Českou republikou |
| Lucembursko         |                        | - Česká republika má velvyslanectví a honorární konzulát v Lucemburku. - Lucembursko má velvyslanectví v Praze. - Obě země jsou řádnými členy Organizace pro hospodářskou spolupráci a rozvoj, Evropské unie a NATO. |
| Maďarsko            | 1. ledna 1993          | - Před rokem 1918 byly obě země součástí Rakouska-Uherska. - Česká republika má velvyslanectví, konzulární oddělení velvyslanectví a české centrum v Budapešti. - Maďarsko má velvyslanectví v Praze. - Obě země jsou řádnými členy Evropské unie a NATO. |
| Malta               |                        | - Česká republika je na Maltě akreditována ze svého velvyslanectví v italském Římě a má honorární konzulát na Maltě. - Maltský velvyslanec pro Českou republiku sídlí na ministerstvu zahraničí ve Vallettě a Malta má honorární konzulát v Praze. - Obě země jsou řádnými členy Evropské unie. |
| Moldavsko           |                        | Viz česko-moldavské vztahy - Česká republika má velvyslanectví v Kišiněvě a honorární konzulát v Bălți. - Moldavsko má velvyslanectví v Praze. |
| Monako              |                        | - Česká republika je v Monaku akreditována ze svého velvyslanectví ve francouzské Paříži a má honorární generální konzulát v Monte Carlu. - Monacký velvyslanec pro Českou republiku sídlí na ministerstvu zahraničních věcí v Monaku. Monako má honorární konzulát v Praze. |
| Německo             |                        | Viz česko-německé vztahy - Obě země sdílí 815 km společné hranice. - Česká republika má velvyslanectví v Berlíně, honorární konzuláty ve Frankfurtu nad Mohanem, Hamburku, Rostocku a Stuttgartu, generální konzuláty v Drážďanech, Düsseldorfu a Mnichově a česká centra v Berlíně, Düsseldorfu a Mnichově. - Německo má velvyslanectví v Praze. |
| Nizozemsko          | 13. listopadu 1919     | - Česká republika má velvyslanectví v Haagu, honorární konzulát v Groningenu a české centrum v Rotterdamu. - Nizozemsko má velvyslanectví v Praze. - Obě země jsou řádnými členy Evropské unie a NATO. - Nizozemské ministerstvo zahraničních věcí o vztahu s Českou republikou (pouze nizozemsky) |
| Norsko              |                        | - Česká republika má velvyslanectví v Oslu a honorární konzuláty v Bergenu, Sjøveganu a Trondheimu. - Norsko má velvyslanectví v Praze. |
| Polsko              |                        | Viz česko-polské vztahy Obě země jsou řádnými členy Evropské unie. Sdílejí 796 km společné hranice, kterou lze díky Schengenské smlouvě překročit kdekoli bez hraniční kontroly. - Česká republika má velvyslanectví ve Varšavě, konzulární oddělení velvyslanectví ve Varšavě, honorární konzuláty v Bydhošti, Čenstochové, Lodži, Poznani, Štětíně a Vratislavi a české centrum ve Varšavě. - Polsko má velvyslanectví a kulturní středisko v Praze a generální konzulát v Brně. |
| Portugalsko         |                        | - Česká republika má velvyslanectví v Lisabonu a honorární konzuláty v Faru, Funchalu, Ponta Delgadě a Portu. - Portugalsko má velvyslanectví v Praze. - Obě země jsou řádnými členy Evropské unie a NATO. |
| Rakousko            |                        | Viz česko-rakouské vztahy Obě země jsou řádnými členy Evropské unie. Sdílejí 362 km společné hranice, kterou lze díky Schengenské smlouvě překročit kdekoli bez hraniční kontroly. - Rakousko má velvyslanectví v Praze a honorární konzuláty v Brně a Českých Budějovicích. - Česká republika má velvyslanectví ve Vídni, honorární konzuláty v Linci, Salcburku, Štýrském Hradci a Wattensu a české centrum ve Vídni. |
| Rumunsko            | 6. dubna 1919          | - Po rozdělení Československa navázaly Česká republika a Rumunsko dne 18. prosince 1992 diplomatické vztahy. - Česká republika má velvyslanectví v Bukurešti, honorární generální konzulát v Temešváru a české centrum v Bukurešti. - Rumunsko má velvyslanectví v Praze. - Obě země jsou řádnými členy Evropské unie a NATO. |
| Rusko               |                        | Viz česko-ruské vztahy Vztahy mezi oběma zeměmi se zhoršily v důsledku ruské anexe Krymu, výbuchů muničních skladů ve Vrběticích v roce 2014 a ruské invaze na Ukrajinu v roce 2022. Rusko také dále snížilo své dodávky ropy do České republiky. - Česká republika má velvyslanectví, český dům a české centrum v Moskvě. Po ruské invazi na Ukrajinu 24. února 2022 se Česká republika rozhodla uzavřít oba své generální konzuláty – v Petrohradě a Jekatěrinburgu. - Rusko má velvyslanectví v Praze. Po ruské invazi na Ukrajinu 24. února 2022 se Česká republika rozhodla uzavřít oba ruské generální konzuláty – v Brně a Karlových Varech.                                                     |
| Řecko               | 1. ledna 1993          | Viz česko-řecké vztahy - Česká republika má velvyslanectví v Athénách, honorární konzuláty v Heráklionu, Korfu, Pireusu, Rhodosu a Soluni a české centrum v Athénách. - Řecko má velvyslanectví v Praze. - Obě země jsou řádnými členy Evropské unie a NATO. |
| San Marino          |                        | - Česká republika je v San Marinu akreditována z velvyslanectví v italském Římě (konzulární působnost) a při Svatém stolci (diplomatická působnost). - Sanmarinský velvyslanec pro Českou republiku sídlí na ministerstvu zahraničních věcí v San Marinu. San Marino má také honorární generální konzulát v Praze. |
| Severní Makedonie   |                        | Viz česko-severomakedonské vztahy - Česká republika má velvyslanectví a konzulární oddělení ve Skopje. - Severní Makedonie má velvyslanectví v Praze. - Obě země jsou řádnými členy NATO. |
| Slovensko           | 1. ledna 1993          | Viz česko-slovenské vztahy Před rokem 1918 byly obě země součástí Rakousko-Uherska a od roku 1918 až do 1. ledna 1993 byly obě země součástí Československa. - Česká republika má velvyslanectví, český dům a české centrum v Bratislavě. - Slovensko má velvyslanectví v Praze a honorární konzulát v Brně. - Obě země jsou řádnými členy Evropské unie a NATO. |
| Slovinsko           |                        | - Česká republika má velvyslanectví v Lublani. - Slovinsko má velvyslanectví v Praze a honorární konzulát v Brně. - Obě země jsou řádnými členy Evropské unie a NATO. |
| Spojené království  |                        | Viz česko-britské vztahy - Spojené království má velvyslanectví v Praze. - Česká republika má velvyslanectví v Londýně, honorární konzuláty v Edinburghu, Gibraltaru a Peterborough, generální konzulát v Manchesteru a české centrum v Londýně. - Britská obchodní komora (Praha) podporuje britské / české podniky Její Veličenstvo královna Alžběta II. uskutečnila v březnu 1996 státní návštěvu České republiky. |
| Srbsko              | 1918                   | - Česká republika má velvyslanectví v Bělehradě. - Srbsko má velvyslanectví v Praze. - České vztahy se Srbskem byly většinou pozitivní, stejně jako vztahy mezi Československem a Jugoslávií (předválečné období). Česká vláda pod vedením Mirka Topolánka se však rozhodla uznat Kosovo, což je v srbské politice velmi důležité téma. |
| SMOM                |                        | - Česká republika je u Suverénního řádu Maltézských rytířů akreditována ze svého velvyslanectví v italském Římě. - Suverénní řád Maltézských rytířů má velvyslanectví v Praze. |
| Vatikán             |                        | - Česká republika je u Svatého stolce akreditována ze svého velvyslanectví v italském Římě. - Svatý stolec má apoštolskou nunciaturu v Praze. |
| Španělsko           |                        | Viz česko-španělské vztahy - Česká republika má velvyslanectví v Madridu, konzulární jednatelství v Barceloně, honorární konzuláty v Barceloně, Benidormu, Bilbau, Gijónu, Marbelle, Palma de Mallorca a Tenerife a české centrum v Madridu. - Španělsko má velvyslanectví v Praze. - Obě země jsou řádnými členy Evropské unie a NATO. |
| Švédsko             |                        | - Česká republika má velvyslanectví ve Stockholmu, honorární konzulát v Malmö a české centrum ve Stockholmu. - Švédsko má velvyslanectví v Praze. - Obě země jsou řádnými členy Evropské unie. |
| Švýcarsko           |                        | - Česká republika má velvyslanectví v Bernu a honorární konzuláty v Basileji, Curychu a Lausanne. - Švýcarsko má velvyslanectví v Praze. |
| Turecko             | 1924                   | - Viz Asie |
| Ukrajina            |                        | - Česká republika má velvyslanectví v Kyjevě, honorární konzuláty v Dnipru a Charkově, generální konzulát ve Lvově a české centrum v Kyjevě. - Ukrajina má velvyslanectví v Praze a konzulát v Brně. - Během meziválečného období byla Zakarpatská oblast součástí Československa. |

### Oceánie
| Země                | Formální vztahy začaly | Poznámky |
| ------------------- | ---------------------- | --- |
| Austrálie           |                        | - Austrálie je v České republice akreditována ze svého velvyslanectví v polské Varšavě a má honorární konzulát v Praze. - Česká republika má velvyslanectví v Canbeře, generální konzulát v Sydney a honorární konzuláty v Adelaide, Brisbane, Hobartu, Melbourne a Perthu.                            |
| Cookovy ostrovy     |                        | - Česká republika je akreditována na Cookových ostrovech ze svého velvyslanectví v australské Canbeře. |
| Fidži               |                        | - Česká republika je na Fidži akreditována ze svého velvyslanectví v australské Canbeře. |
| Kiribati            |                        | - Česká republika je v Kiribati akreditována ze svého velvyslanectví v malajském Kuala Lumpur. |
| Marshallovy ostrovy |                        | - Česká republika je na Marshallových ostrovech akreditována ze svého velvyslanectví ve filipínské Manile a má honorární konzulát v Majuru. |
| Mikronésie          |                        | - Česká republika je v Mikronésii akreditována ze svého velvyslanectví ve filipínské Manile. |
| Nauru               |                        | Viz česko-nauruské vztahy - Česká republika je na Nauru akreditována ze svého velvyslanectví ve filipínské Manile. |
| Nový Zéland         |                        | - Česká republika je na Novém Zélandu akreditována ze svého generálního konzulátu v Sydney, má honorární generální konzulát v Aucklandu a honorární konzulát v Queenstownu. - Nový Zéland je v České republice akreditován ze svého velvyslanectví v německém Berlíně a má honorární konzulát v Praze. |
| Palau               |                        | - Česká republika je v Palau akreditována ze svého velvyslanectví ve filipínské Manile a má honorární konzulát v Kororu. |
| Papua Nová Guinea   |                        | - Česká republika je v Papuy Nové Guineji akreditována ze svého velvyslanectví v malajském Kuala Lumpur a má honorární generální konzulát v Port Moresby. |
| Samoa               |                        | - Česká republika je v Samoi akreditována ze svého velvyslanectví v australské Canbeře. - Samoa je v České republice akreditována ze svého velvyslanectví v belgickém Bruselu. |
| Šalomounovy ostrovy |                        | - Česká republika je na Šalomounových ostrovech akreditována ze svého velvyslanectví v australské Canbeře. - Šalomounovy ostrovy je v České republice akreditovány ze svého velvyslanectví v belgickém Bruselu.                                                                                        |
| Tonga               |                        | - Česká republika je v Tonze akreditována ze svého velvyslanectví v australské Canbeře. |
| Tuvalu              |                        | - Česká republika je v Tuvalu akreditována ze svého velvyslanectví v malajském Kuala Lumpur. |
| Vanuatu             |                        | - Česká republika je ve Vanuatu akreditována ze svého velvyslanectví v australské Canbeře. |

## Multilaterální vztahy
| Organizace                                             | Formální vztahy začaly | Poznámky |
| ------------------------------------------------------ | ---------------------- | --- |
| Bukurešťská devítka                                    |                        | - Mimo ČR jsou členy Bulharsko, Estonsko, Litva, Lotyšsko, Maďarsko, Polsko, Rumunsko a Slovensko. |
| Evropská investiční banka (EIB)                        |                        | - V Praze se nachází zastoupení EIB. |
| Evropská unie                                          |                        | - Česká republika (ČR) má stálé zastoupení při Evropské unii (EU) v belgickém Bruselu, které zastupuje a chrání zájmy ČR v EU a jejích orgánech. - Společná zahraniční a bezpečnostní politika EU |
| GNSS                                                   |                        | - Agentura pro evropský globální navigační satelitní systém má kancelář v Praze. |
| Iniciativa Trojmoří                                    |                        | - Mimo ČR jsou členy Bulharsko, Estonsko, Chorvatsko, Litva, Lotyšsko, Maďarsko, Polsko, Rakousko, Rumunsko, Slovensko a Slovinsko. |
| NATO                                                   |                        | - ČR má stálou delegaci při NATO v belgickém Bruselu. - Vztahy NATO a Ruska |
| Organizace pro hospodářskou spolupráci a rozvoj (OECD) |                        | - ČR má stálou misi při OECD v Paříži, která zastupuje a hájí zájmy ČR v OECD a v ostatních mezinárodních vládních organizacích se sídlem ve Francii, kterých je ČR členem. |
| Organizace spojených národů (OSN)                      |                        | - ČR má tři stálé mise při OSN: - Stálá mise v New Yorku zastupuje ČR v orgánech OSN a má na starosti styk se sekretariáty mezinárodních organizací v New Yorku. - Stálá mise ve Vídni zastupuje zájmy ČR u OSN, OBSE a ostatních mezinárodních organizací se sídlem ve Vídni. - Stálá mise v Ženevě zastupuje a hájí zájmy ČR u Evropské úřadovny OSN a u ostatních mezinárodních organizací a orgánů, jež mají své sídlo v Ženevě a ve Světové poštovní unii se sídlem v Bernu. |
| Slavkovský formát                                      |                        | - Mimo ČR jsou členy Rakousko a Slovensko. |
| UNESCO                                                 |                        | - ČR má stálou misi při UNESCO v Paříži, která zastupuje zájmy ČR v Organizaci spojených národů pro výchovu, vědu a kulturu a v jejích orgánech. |
| Visegrádská skupina                                    |                        | - Mimo ČR jsou členy Maďarsko, Polsko a Slovensko. |